# Rozkoszny domek
Rozkoszny domek – film z 1988 wyreżyserowany przez George’a Roya Hilla na podstawie książki Jay Cronley. W główne role wcielili się Chevy Chase i Madolyn Smith Osborne.